# Bió de Borístenes
Bió de Borístenes (grec antic: Βίων Βορυσθενίτης, llatí: Bion Borysthenites) fou un filòsof escita nadiu de Borístenes, a la desembocadura del riu del mateix nom. Va viure a mitjan segle iii aC. Estrabó el fa contemporani d'Erastòtenes (nascut el 275 aC).
El nom de la seva mare i el seu origen se saben per Ateneu de Nàucratis. El seu pare era un llibert, i la seva mare, Olímpia, una espartana i tots foren venuts com a esclaus per causa d'alguna ofensa feta pel pare o potser per algun deute no pagat. Bió va anar a parar a mans d'un retòric que el va fer el seu hereu. Quan l'amo va morir, va cremar la seva biblioteca, va arreplegar el que va poder i se'n va anar a Atenes on es va dedicar a estudiar filosofia i va seguir els ensenyaments de diverses sectes. Primer fou un acadèmic deixeble de Crates, després un cínic, i va agafar el bastó i el sarró per vagar per les ciutats. Va escoltar Teodor Ateu, i es va afiliar a les seves doctrines, i encara després fou seguidor del peripatètic Teofrast. Diògenes Laerci diu que era teatral i excessiu en la manera de tractar les coses, que ho feia sembre amb to burleta i usava expressions vulgars quan discutia. Era un home intel·ligent ("els esclaus bons són realment lliures i els homes lliures dolents són realment esclaus"), però desordenat i malgastador ("l'avarícia és l'avantsala del vici") i negava l'existència de cap deu ("la impietat és la companya de la credulitat"). No considerava el crim com una cosa sempre dolenta ("el miseriós no té riquesa, sinó que la riquesa té al miseriós"). Una part del seu pensament fou conservat per Diògenes Laerci, que diu que el seu egoisme ("les coses dels amics són comunes") va fer que ningú es declarés deixeble seu. Ciceró esmenta la seva dita: "és inútil estirar-se dels cabells quan tenim una desgràcia, perquè el mal no es cura per ser calb". Va morir a Calcis d'Eubea.